# Cecil Denny
Cecil Denny (Great Finborough, 8 augustus 1908 – Norfolk, juli 1991) was een Brits golfprofessional. Hij gaf les op Thorpe Hall.
In 1937 speelde hij het PGA Kampioenschap in Malden, Surrey. In de eerste ronde won hij van P.J. Mahan, in de tweede ronde van W.J. Cox van Wimbledon Park. In de halve finale speelde hij tegen Bert Gadd, de pro van de West Cheshire Golf Club, die in 1937 ook het Iers Open won.
In 1952 speelde hij het Silver KIng Golf Tournament op Moor Park. In de eerste ronde verbrak hij het baanrecord met een score van 66, maar een dag later werd er een ronde van 65 gemaakt door 44-jarige Ball Shankdand, een Australische voormalige voetbalinternational.
Denny speelde onder meer in 1932, 1933 en 1955 in het Brits Open. Hij eindigde op resp. de 15de, 48ste en 56ste plaats. Hij heeft in 1979 ook het ontwerp gemaakt voor de 9-holesgolfbaan van de Dunham Golf Club.

## Gewonnen
Hij speelde veel in Europa. Hij won twee keer het Dutch Open op de Hilversumsche Golf Club.
- 1948: Dutch Open
- 1952: Dutch Open